# Черчилл 1
Черчилл 1 (англ. Churchill 1) — індіанська резервація в Канаді, у провінції Манітоба, у межах невключеної частини переписної області №23.

## Населення
За даними перепису 2016 року, індіанська резервація нараховувала 324 особи, показавши зростання на 0,9%, порівняно з 2011-м роком. Середня густина населення становила 159,7 осіб/км².
З офіційних мов обидвома одночасно не володів жоден з жителів, тільки англійською — 320, а 5 — жодною з них. Усього 125 осіб вважали рідною мовою не одну з офіційних, з них усі — одну з корінних мов.
Працездатне населення становило 54,3% усього населення, рівень безробіття — 20%.

## Клімат
Середня річна температура становить -6°C, середня максимальна – 18,4°C, а середня мінімальна – -32,6°C. Середня річна кількість опадів – 424 мм.
| Клімат поселення                              | Клімат поселення | Клімат поселення | Клімат поселення | Клімат поселення | Клімат поселення | Клімат поселення | Клімат поселення | Клімат поселення | Клімат поселення | Клімат поселення | Клімат поселення | Клімат поселення | Клімат поселення |
| Показник                                      | Січ.             | Лют.             | Бер.             | Квіт.            | Трав.            | Черв.            | Лип.             | Серп.            | Вер.             | Жовт.            | Лист.            | Груд.            |                  |
| Середній максимум, °C                         | −21,1            | −18,53           | −12,31           | −2,06            | 7,21             | 15,87            | 18,37            | 17,06            | 9,99             | 2,00             | −10,69           | −20,4            |                  |
| Середня температура, °C                       | −26,82           | −24,26           | −18,06           | −7,78            | 1,48             | 10,14            | 14,52            | 13,23            | 6,14             | −1,84            | −14,52           | −24,24           |                  |
| Середній мінімум, °C                          | −32,56           | −30,01           | −23,78           | −13,52           | −4,26            | 4,40             | 10,69            | 9,39             | 2,32             | −5,68            | −18,36           | −28,08           |                  |
| Норма опадів, мм                              | 16               | 12               | 15               | 19               | 32               | 49               | 71               | 65               | 60               | 41               | 26               | 18               |                  |
| Середньомісячна швидкість вітру, м/с          | 4.50             | 4.50             | 4.60             | 5.00             | 4.78             | 4.40             | 4.10             | 4.36             | 4.70             | 4.90             | 4.50             | 4.30             |                  |
| Середньомісячна сонячна радіація, кДж/м²·день | 2030             | 5371             | 11593            | 17891            | 20974            | 21780            | 20115            | 15310            | 9055             | 4695             | 2230             | 1245             |                  |
| --------------------------------------------- | ---------------- | ---------------- | ---------------- | ---------------- | ---------------- | ---------------- | ---------------- | ---------------- | ---------------- | ---------------- | ---------------- | ---------------- | ---------------- |
| Джерело:                                      |                  |                  |                  |                  |                  |                  |                  |                  |                  |                  |                  |                  |                  |